# Sierra de Gata
La sierra de Gata es una de las sierras que componen el sistema Central (España). Sus cumbres marcan el límite entre las provincias, al sur, de Cáceres (comarca de la sierra de Gata) y, al norte, de Salamanca (comarcas de El Rebollar y Los Agadones). Por el oeste limita con la sierra de la Malcata, en la frontera con Portugal, y, por el este, con la sierra de Francia. La separación entre estas dos últimas sierras es, orográficamente, el puerto Nuevo (950 m).

## Geografía
La sierra de Gata forma una separación natural de la submeseta sur y la submeseta norte. Es una alineación de algo más de 30 km que tiene varias subsierras:
- sierra de Eljás, transversal, al sur, de orientación SO-NE;
- sierra de las Pilas, en el extremo más occidental de la sierra principal;
- sierra de las Jañones, transversal, al sur, de orientación NNO-SSE;
- sierra de Villasrubias, transversal, al norte, de dirección NO-SE;

Además hay varias pequeñas sierras paralelas a la alineación principal que a veces se consideran parte del conjunto: sierras de Cachaza, Santa Olaya y del Salido.
La sierra de Gata es el límite septentrional de la comarca cacereña homónimo, la comarca de la Sierra de Gata. Por ello a veces se incluye en la sierra de Gata otra sierra que bordea la comarca por la parte occidental, la sierra de la Bolla. Sin embargo, orográficamente, esta sierra es el primer cordal transversal de la sierra de Francia.
Las cumbres más importantes de la sierra de Gata son, de oeste a este, las siguientes: Mezos (1261 m), El Espinazo (1330 m), Jálama (1492 m), Picu Jañona (1362 m), Canchal del Cuervo (1365 m), Gomare (1166 m) y Torrejón (1093 m).

### Puertos
Estos picos son cruzados por varios puertos, que son el paso natural entre ambas mesetas: puerto Viejo (1100 m), puerto de San Martín (pto. Santa Clara, 1020 m), puerto de Perales (910 m) y puerto Nuevo (950 m). La pendiente más pronunciada de estos puertos está en la cara sur, ya que la altitud media de la vertiente norte es más elevada, en torno a 800 m, lo que hace que el descenso hacia el norte sea más suave.

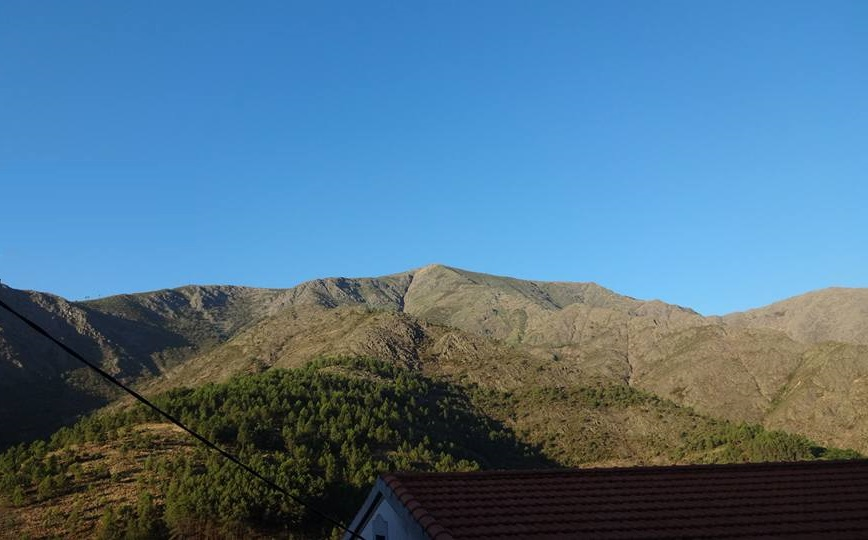
Pico de la Corredera visto desde Casares de las Hurdes
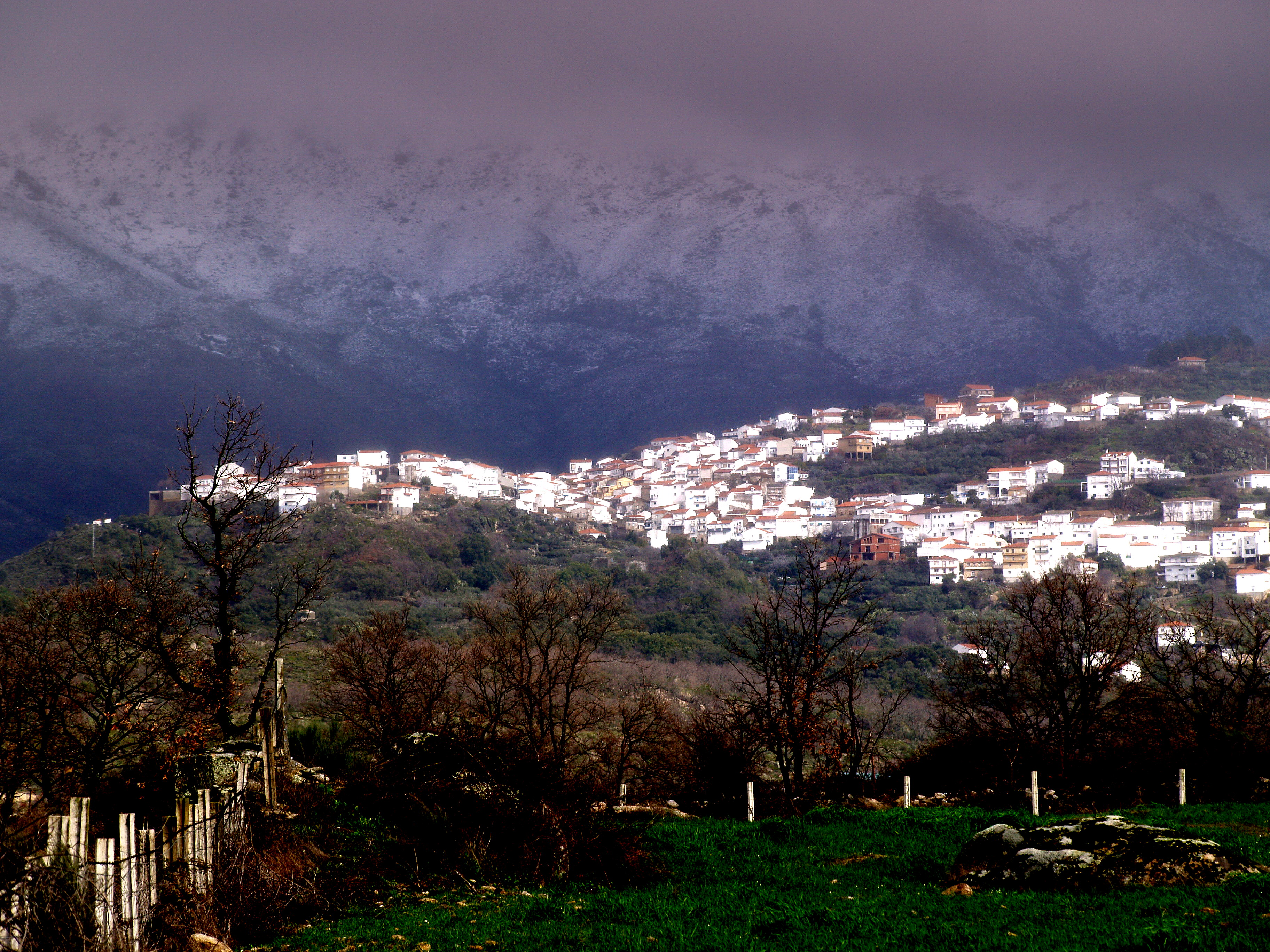
Sierra de Gata nevada, con la localidad de Eljas en primer plano

## Flora
La sierra cuenta con más de 1175 especies vegetales diferentes, de las cuales 200 son primaverales 
Debido a su carácter montañoso y al clima, predominan los bosques de pino rodeno y piñonero, arbustos de jara y tomillo, melojo, roble carballo, castaños, y almez. También podemos destacar una serie de plantas que son cultivadas y asilvestradas como el brezo rojo, brezo blanco, durillo, eucalipto rojo, escoba, piorno, codesos, genistas, aliso, enebro, acebo.
En las zonas del sur, por debajo de los 800 metros de altitud, hay formaciones típicas del clima mediterráneo como alcornoques, encinares, madroños, jaguarzos, brezales, jarales o cornicabras.

## Hidrografía
Los ríos más destacables son:
- En la vertiente norte (cuenca del Duero), el río Águeda. Los arroyos que van hacia el norte son todos afluentes del Águeda.
- En la vertiente sur (cuenca del Tajo), el río Erjas y los arroyos afluentes del río Alagón, entre los que destaca el río Árrago.

### Anexo: cumbres de la sierra de Gata
La tabla que sigue recoge las principales cumbres de la sierra de Gata ordenadas por continuidad geográfica, recorriendo la sierra de oeste a este. Además de la altitud sobre el nivel del mar, se recoge también la prominencia —desnivel mínimo que hay que descender desde la cumbre para ascender a otra más alta— que da idea de la relativa suavidad de todo la alineación: cuanto más prominente es una montaña más destacará entre las que la rodean, con independencia de su altitud El pico padre es la cumbre más alta respecto a la que se mide la prominencia, considerando como tales las que tengan una prominencia mínima de 30 m.
| Nombre                | Sector                                        | Mun. salmantino        | Mun. cacereño                           | Altitud | Prominencia | Pico padre prominencia     | Collado                                     | Notas |
| Mezos                 | casi en la frontera portuguesa                | Navasfrías             | —                                       | 1261    | 198         | El Espinazo                | Carretera DSA-371 (1076 m)                  | Cuenta con vértice geodésico; extremo septentrional de la fronteriza sierra de Mezas; en la vertiente salmantina, nace el río Águeda.                                                   |
| Alto de la Carbonera  | Divisoria provincial                          | Navasfrías             | Eljas                                   | 1264    | 39          | El Espinazo                | 1225 m                                      | En su vertiente cacereña nace el río Erjas |
| El Espinazo           | Divisoria provincial                          | Navasfrías             | Eljas                                   | 1330    | 305         | Jálama                     | Puerto de Santa Clara (1025 m)              | En su vertiente cacereña nace el río Erjas |
| Torres de Ferrán      | Divisoria provincial                          | Navasfrías             | Eljas                                   | 1272    | 80          | El Espinazo                | 1192 m                                      | |
| Cota 1082 sin nombre  | Sierra de Eljás (cordal trans.)               | —                      | Eljas                                   | 1082    | 35          | Torres de Ferrán           | 1047 m                                      | Extremo de la sierra de Eljás, sobre el pueblo homónimo de Eljas |
| Teso de la Nave       | Divisoria provincial                          | Navasfrías y El Payo   | Eljas                                   | 1115    | 59          | El Espinazo                | 1056 m                                      | |
| Jálama                | Divisoria provincial                          | El Payo                | San Martín de Trevejo y Acebo (Cáceres) | 1492    | 607         | La Bolla (s.ª de la Bolla) | Collada de la cta. del Puerto Nuevo (885 m) | |
| Teso de Santa María   | Divisoria provincial                          | —                      | Acebo y Gata                            | 989     | 24          | Teso Porras                | 965 m                                       | Sobre el puerto de Perales |
| Teso Porras           | cordal trans.                                 | —                      | Acebo y Gata                            | 1030    | 112         | Cruz de San Pedro          | Puerto de Perales (908 m)                   | |
| Alto del Rey Almanzor | cordal trans.                                 | —                      | Acebo y Gata                            | 896     |             | Teso Porras                | 855 m                                       | |
| Teso del Milano       | Divisoria provincial                          | El Payo                | Gata                                    | 984     | 61          | Cruz de San Pedro          | 923 m                                       | |
| Cruz de San Pedro     | Divisoria provincial                          | Peñaparda              | Gata                                    | 1189    | 23          | Picu Jañona                | puerto de Castilla (1156 m)                 | Sobre el puerto de Castilla |
| Picu Jañona           | Divisoria provincial                          | Peñaparda              | Gata y Cadalso                          | 1362    | 38          | Canchal del Cuervo         | 1324 m                                      | Cuenta con mirador y vértice geodésico; en la vertiente cacereña, nacen la rivera de Gata y el río San Blas. La alineación ppal. toma a partir de aquí el nombre de sierra de las Pilas |
| Canchal del Cuervo    | Sierra de las Jañonas (cordal trans.)         | —                      | Gata y Cadalso                          | 1365    | 457         | Jálama                     | Puerto de Perales (908 m)                   | A unos 600 m del picu Jamoña |
| Torre de La Almenara  | Sierra de las Jañonas (cordal trans.)         | —                      | Gata y Cadalso                          | 1001    | 104         | Canchal del Cuervo         | 897 m                                       | Extremo meridional de la sierra de las Jañonas |
| Risco del Manzano     | Sierra de las Pilas (alineación principal)    | —                      | Descargamaría                           | 1152    | 45          | Picu Jañona                | 1107 m                                      | |
| Gomare                | Sierra de las Pilas (alineación principal)    | —                      | Descargamaría                           | 1166    | 117         | Picu Jañona                | 1049 m                                      | Cuenta con vértice geodésico; |
| Torrejón              | Sierra de las Pilas (alineación principal)    | —                      | Robledillo de Gata                      | 1093    | 208         | La Bolla (s.ª de la Bolla) | collado de la cta. del Puerto Viejo (992 m) | |
| Coto Falso            | Sierra de Villasrubias (divisoria provincial) | Villasrubias           | Descargamaría                           | 1212    | 95          | Picu Jañona                | 1117 m                                      | |
| Alto del Río Seco     | Sierra de Villasrubias (divisoria provincial) | Villasrubias           | Descargamaría                           | 1078    | 14          | Coto Falso                 | Portilla del Azor (1064 m)                  | |
| Pozo de los Moros     | Sierra de Villasrubias (divisoria provincial) | Villasrubias y Robleda | —                                       | 1217    | 14          | Picu Jañona                | Portilla Honda (1007 m)                     | |